# ANIPLUS
ANIPLUS (アニプラス Anipurasu?,  en coreano: 애니플러스) es una emisora de anime por televisión en Corea del Sur.

## Historia
Es una compañía fundada el 10 de septiembre de 2004, iniciando su emisión con un canal experto en economía, en el mes de julio del año 2009, JJMediaWorks inició un proceso de adquisición que culminó un mes después (en agosto), "ANIPLUS", haciendo posible que los economistas tuvieran la posibilidad de cambiar la industria de la animación, iniciando transmisiones el 7 de diciembre de ese mismo año. Además, gracias a sus importaciones también transmiten anime proveniente de Japón con subtítulos en coreano.

## Estado de transmisión
La televisión por satélite (IPTV), transmite los programas de televisión en HD.

### IPTV
- 9 de agosto de 2010 - LG U+ (canal 120), KT (canal 115)[5]
- 6 de marzo de 2012 - SK Broadband (canal 104)[6]

### Satélite
- 1 de enero de 2011 - KT SkyLife (canal 76)[7]